# Академія будівництва і архітектури СРСР
Акаде́мія будівни́цтва і архітекту́ри СРСР — вища наукова установа Радянського Союзу в галузі будівництва і архітектури з 1955 по 1963 роки, знаходилась в Москві. 
Створена в 1956 за постановою уряду від 23 серпня 1955 на базі Академії архітектури СРСР (була заснована у 1934) і деяких галузевих НДІ. 
Нині - Російська академія архітектури і будівельних наук (РААБН).

## Структура і склад
У складі Академії 18 науково-дослідних інститутів (НДІ), філіали — в Ленінграді, Челябінську, Новосибірську, Алма-Аті, інститут у Свердловську (нині Єкатеринбурзі) з відділенням у Сталінську. Академія має ради:
- по координації наукових робіт,
- вчену,
- будівельно-архітектурну,
- редакційно-видавничу,
- музей архітектури,
- науково-реставраційні майстерні,
- наукова бібліотеку (близько 1 млн томів).

На 1 січня 1959 в Академії будівництва і архітектури СРСР було 5 почесних членів, 76 дійсних членів., 114 член-кореспондент.
В період між загальними зборами дійсних членів діяльністю Академії керує Президія в складі 10 чоловік на чолі з президентом. З 1956 року президентом був — М. В. Бехтін.